# Syberia (gromada)
Syberia (do 30 XII 1959 Sinogóra) – dawna gromada, czyli najmniejsza jednostka podziału terytorialnego Polskiej Rzeczypospolitej Ludowej w latach 1954–1972.
Gromady, z gromadzkimi radami narodowymi (GRN) jako organami władzy najniższego stopnia na wsi, funkcjonowały od reformy reorganizującej administrację wiejską przeprowadzonej jesienią 1954 do momentu ich zniesienia z dniem 1 stycznia 1973, tym samym wypierając organizację gminną w latach 1954–1972.
Gromadę Syberia siedzibą GRN w Syberii utworzono 31 grudnia 1959 w powiecie żuromińskim w woj. warszawskim w związku z przeniesieniem siedziby GRN gromady Sinogóra z Sinogóry do Syberii i zmianą nazwy jednostki na gromada Syberia; równocześnie do nowo utworzonej gromady Syberia włączono obszary zniesionych gromad Jasiony (bez wsi Pietrzyk) i Mleczówka.
Gromada przetrwała do końca 1972 roku, czyli do kolejnej reformy gminnej. 1 stycznia 1973 w powiecie żuromińskim utworzono gminę Syberia.